# Scenă (piesă de teatru)
Scena este fiecare din subdiviziunile unui act dintr-o operă dramatică, marcată prin intrarea sau ieșirea unui personaj. Este o diviziune a acțiunii care necesită o configurație determinată a personajelor; o schimbare de scenă implică o schimbare în co-prezența personajelor sau modificare locului sau a timpului acțiunii.
  
În producerea de filme sau producția video, o scenă este în general gândită ca fiind o acțiune într-o singură locație, într-un timp de desfășurare continuu. Dat fiind faptul că lucrările vizuale înregistrate se pot edita, în general acest tip de scenă este mult mai scurtă decât o scenă din cadrul unei opere de teatru. Datorită aparițiilor repetate a acestora în filme, unele tipuri de scene au primit diverse denumiri precum scenă de dragoste, scenă de sex, scenă cu nuditate, scenă de visare, scenă de acțiune, scenă cu întreceri de mașini, scenă cu accidente etc. De obicei există o scena de început și o scenă de încheiere. 
O scenă este o parte dintr-un film, precum este un act, o secvență (mai lungă sau mai scurtă decât o scenă) sau un cadru (de cele mai multe ori mai scurtă decât o scenă). În timp ce acești termeni se referă la o secvență statică și la o stare de observație continuă, rezultată din mânuirea camerei sau a editorului, termenul scenă se referă la o continuitate a acțiunii observate – o asociere a timpului cu spațiul în care se află personajele. Termenul s-ar putea referi la despărțirea filmului de scenariu, de filmul terminat, sau s-ar putea să aibă loc doar în mintea spectatorului care încearcă să dea un înțeles logic acțiunii. Spre exemplu, părți ale unui film de acțiune la aceeași locație, dar care sunt difuzate la un interval de timp diferite pot fi de asemenea scene diferite. În acest sens, pot fi scene de acțiune paralele în locații diferite, de obicei fiind scene separate, cu excepția că ele ar putea fi conectate între ele prin mijloace de comunicare precum telefonul, video etc. 
Scenariul tradițional al unui film obișnuia să fie repartizat în acte, dar acele categorii sunt mai puțin frecvente în folosirea tehnologiei digitale contemporane. Scena este importantă pentru unitatea acțiunii dintr-un film. Divizia scenelor într-un film este de obicei concepută în scenariul filmului. 